# Qualificazioni al campionato mondiale di calcio 1970 - CONCACAF
Sono elencate di seguito le date e i risultati della zona centro-nordamericana (CONCACAF) per le qualificazioni al mondiale del 1970.

## Formula
13 membri FIFA: 1 posto disponibile. L'iscrizione di Cuba viene respinta dalla FIFA.
Rimangono così 12 squadre per 1 posto per la fase finale. Le qualificazioni si dividono in due turni:
- Primo Turno: 12 squadre, suddivise in 4 gruppi di 3 squadre, giocano partite di andata e ritorno, e si contendono 4 posti disponibili per la seconda fase. Le vincenti accedono al secondo turno.
- Secondo Turno: 4 squadre, giocano playoff con partite di andata e ritorno. La vincente si qualifica alla fase finale.

## Primo Turno

### Gruppo 1
| Data             | Luogo       | Squadra 1   | Risultato | Squadra 2   |
| ---------------- | ----------- | ----------- | --------- | ----------- |
| 6 ottobre 1968   | Toronto     | Canada      | 4 - 0     | Bermuda     |
| 13 ottobre 1968  | Toronto     | Canada      | 4 - 2     | Stati Uniti |
| 20 ottobre 1968  | Hamilton    | Bermuda     | 0 - 0     | Canada      |
| 26 ottobre 1968  | Atlanta     | Stati Uniti | 1 - 0     | Canada      |
| 3 novembre 1968  | Kansas City | Stati Uniti | 6 - 2     | Bermuda     |
| 11 novembre 1968 | Hamilton    | Bermuda     | 0 - 2     | Stati Uniti |

| Pos | Squadra     | Pti | G | V | N | P | GF | GS | DR  |
| --- | ----------- | --- | - | - | - | - | -- | -- | --- |
| 1   | Stati Uniti | 6   | 4 | 3 | 0 | 1 | 11 | 6  | +5  |
| 2   | Canada      | 5   | 4 | 2 | 1 | 1 | 8  | 3  | +5  |
| 3   | Bermuda     | 1   | 4 | 0 | 1 | 3 | 2  | 12 | -10 |

 Stati Uniti qualificati al secondo turno.

### Gruppo 2
| Data             | Luogo               | Squadra 1 | Risultato | Squadra 2         |
| ---------------- | ------------------- | --------- | --------- | ----------------- |
| 17 novembre 1968 | Città del Guatemala | Guatemala | 4 - 0     | Trinidad e Tobago |
| 20 novembre 1968 | Città del Guatemala | Guatemala | 0 - 0     | Trinidad e Tobago |
| 23 novembre 1968 | Port-au-Prince      | Haiti     | 4 - 0     | Trinidad e Tobago |
| 25 novembre 1968 | Port-au-Prince      | Haiti     | 2 - 4     | Trinidad e Tobago |
| 8 dicembre 1968  | Port-au-Prince      | Haiti     | 2 - 0     | Guatemala         |
| 23 febbraio 1969 | Città del Guatemala | Guatemala | 1 - 1     | Haiti             |

| Pos | Squadra           | Pti | G | V | N | P | GF | GS | DR |
| --- | ----------------- | --- | - | - | - | - | -- | -- | -- |
| 1   | Haiti             | 5   | 4 | 2 | 1 | 1 | 9  | 5  | +4 |
| 2   | Guatemala         | 4   | 4 | 1 | 2 | 1 | 5  | 3  | +2 |
| 3   | Trinidad e Tobago | 3   | 4 | 1 | 1 | 2 | 4  | 10 | -6 |

 Haiti qualificato al secondo turno.

### Gruppo 3
| Data             | Luogo       | Squadra 1  | Risultato | Squadra 2  |
| ---------------- | ----------- | ---------- | --------- | ---------- |
| 27 novembre 1968 | San José    | Costa Rica | 3 - 0     | Giamaica   |
| 1º dicembre 1968 | San José    | Costa Rica | 3 - 1     | Giamaica   |
| 5 dicembre 1968  | Tegucigalpa | Honduras   | 3 - 1     | Giamaica   |
| 8 dicembre 1968  | Tegucigalpa | Honduras   | 2 - 0     | Giamaica   |
| 22 dicembre 1968 | Tegucigalpa | Honduras   | 1 - 0     | Costa Rica |
| 29 dicembre 1968 | San José    | Costa Rica | 1 - 1     | Honduras   |

| Pos | Squadra    | Pti | G | V | N | P | GF | GS | DR |
| --- | ---------- | --- | - | - | - | - | -- | -- | -- |
| 1   | Honduras   | 7   | 4 | 3 | 1 | 0 | 7  | 2  | +5 |
| 2   | Costa Rica | 5   | 4 | 2 | 1 | 1 | 7  | 3  | +4 |
| 3   | Giamaica   | 0   | 4 | 0 | 0 | 4 | 2  | 11 | -9 |

 Honduras qualificato al secondo turno.

### Gruppo 4
| Data             | Luogo        | Squadra 1        | Risultato | Squadra 2        |
| ---------------- | ------------ | ---------------- | --------- | ---------------- |
| 24 novembre 1968 | Paramaribo   | Guyana olandese  | 6 - 0     | Antille Olandesi |
| 1º dicembre 1968 | San Salvador | El Salvador      | 6 - 0     | Guyana olandese  |
| 5 dicembre 1968  | Oranjestad   | Antille Olandesi | 2 - 0     | Guyana olandese  |
| 12 dicembre 1968 | San Salvador | El Salvador      | 1 - 0     | Antille Olandesi |
| 15 dicembre 1968 | San Salvador | El Salvador      | 2 - 1     | Antille Olandesi |
| 22 dicembre 1968 | Paramaribo   | Guyana olandese  | 4 - 1     | El Salvador      |

| Pos | Squadra          | Pti | G | V | N | P | GF | GS | DR |
| --- | ---------------- | --- | - | - | - | - | -- | -- | -- |
| 1   | El Salvador      | 6   | 4 | 3 | 0 | 1 | 10 | 5  | +5 |
| 2   | Guyana olandese  | 4   | 4 | 2 | 0 | 2 | 10 | 9  | +4 |
| 3   | Antille Olandesi | 2   | 4 | 1 | 0 | 3 | 3  | 9  | -6 |

 El Salvador qualificato al secondo turno.

## Secondo Turno

### Semifinali
| Data           | Luogo          | Squadra 1   | Risultato | Squadra 2   |
| -------------- | -------------- | ----------- | --------- | ----------- |
| 20 aprile 1969 | Port-au-Prince | Haiti       | 2 - 0     | Stati Uniti |
| 11 maggio 1969 | San Diego      | Stati Uniti | 0 - 1     | Haiti       |

| Data           | Luogo        | Squadra 1   | Risultato | Squadra 2   |
| -------------- | ------------ | ----------- | --------- | ----------- |
| 8 giugno 1969  | Tegucigalpa  | Honduras    | 1 - 0     | El Salvador |
| 15 giugno 1969 | San Salvador | El Salvador | 3 - 0     | Honduras    |

 El Salvador e  Honduras effettuano uno spareggio.
| Data           | Luogo             | Squadra 1   | Risultato   | Squadra 2 |
| -------------- | ----------------- | ----------- | ----------- | --------- |
| 26 giugno 1969 | Città del Messico | El Salvador | 3 - 2 (dts) | Honduras  |

 Haiti e  El Salvador qualificati alla finale.

### Finale
| Data              | Luogo          | Squadra 1   | Risultato | Squadra 2   |
| ----------------- | -------------- | ----------- | --------- | ----------- |
| 21 settembre 1969 | Port-au-Prince | Haiti       | 1 - 2     | El Salvador |
| 28 settembre 1969 | San Salvador   | El Salvador | 0 - 3     | Haiti       |

 El Salvador e  Haiti effettuano uno spareggio.
| Data           | Luogo    | Squadra 1   | Risultato    | Squadra 2 |
| -------------- | -------- | ----------- | ------------ | --------- |
| 8 ottobre 1969 | Kingston | El Salvador | 1 - 0 d.t.s. | Haiti     |

 El Salvador qualificato alla fase finale.